# Heimatlos (Lied)
Heimatlos ist ein deutschsprachiger Schlager von Freddy Quinn aus dem Jahr 1957, das Quinn mit den Horst Wende-Tanzsolisten interpretierte und das in seiner Version auf Platz zwei der deutschen Charts gelangte. Quinn sang es im Film Heimatlos.

## Veröffentlichungen
Die erste Veröffentlichung durch Freddy Quinn geschah als B-Seite der Single Heimweh (Polydor-Code NH 66789). Im selben Jahr befand sich Heimatlos auf Seite B der Single Wer das vergisst (Polydor-Code 23 381).
1958 wurde das Extended Play Heimatlos mit vier Liedern aus dem Film Heimatlos veröffentlicht; auch das Lied Heimatlos war Teil des Albums. 1959 befand es sich auf dem Extended-Play-Album Heimweh / Heimatlos. Im gleichen Jahr erschien das Lied auf Quinns Debütalbum Freddy.
Ein DJ bezeichnete Heimatlos als „schrecklichste Schnulze des Jahres.“ Quinn selbst kommentierte dies: „Ich war weder ärgerlich noch empört. Ich war einfach fassungslos und traurig. Vielleicht kannte er kein Heimweh, und dann hatte er recht. Ich habe in meinem Leben wirklich Heimweh gehabt. Der Erfolg gab mir später recht. Im Oktober erhielt ich die erste goldene Schallplatte für eine Million verkaufter Platten. Das Publikum lässt sich eben nicht betrügen. Was vom Herzen kommt, muss auch zum Herzen gehen.“

## Inhalt
Im Liedtext besingt Freddy Quinn als Protagonist seine Einsamkeit und Heimatlosigkeit, er verdient überall sein Geld, doch hat im Gegensatz zu früher keine Freunde und keine Liebe mehr und niemand wartet auf ihn. In der zweiten Strophe singt er, dass das Schicksal in der Zukunft für ihn Freunde, Liebe, ein Zuhause und Glück bereithalten wird.

## Rezeption

### Chartplatzierungen
Heimatlos erreichte in Deutschland Rang zwei der Singlecharts und musste sich lediglich Cindy, oh Cindy von Margot Eskens geschlagen geben. Die Single konnte sich sieben Monatsausgaben in den Top 10 sowie acht Monatsausgaben in den Charts platzieren. Heimatlos wurde zum sechsten Charthit für Quinn in Deutschland, es wurde zum vierten Top-10-Erfolg nach Heimweh; Rosalie und Bel Sante. Darüber hinaus belegte das Lied Rang drei in Belgien, wo es sich acht Monate in den Charts platzierte.
| ChartsChartplatzierungen | Höchstplatzierung | Wochen |
| ------------------------ | ----------------- | ------ |
| Deutschland (GfK)        | 2 (32 Wo.)        | 32     |

### Auszeichnungen für Musikverkäufe
In Deutschland verkaufte sich die Single zu Heimatlos über eine Million Mal, dafür bekam Quinn von seinem Musiklabel eine Platin-Schallplatte überreicht. Heimatlos zählt damit nicht nur zu den meistverkauften Schlagern, sondern zu einem der meistverkauften Singles in Deutschland. Es ist eines von Freddy Quinns sieben Millionensellern.
| Land/Region        | Auszeichnungen für Musikverkäufe (Land/Region, Auszeichnung, Verkäufe) | Verkäufe  |
| ------------------ | ---------------------------------------------------------------------- | --------- |
| Deutschland (BVMI) | Platin                                                                 | 1.000.000 |
| Insgesamt          | 1× Platin ·                                                            | 1.000.000 |

## Coverversionen
Freddy Quinn selbst sang das Lied in Englisch (Love Me Ever – Leave Me Never), Französisch (Seul au monde) und Niederländisch (Zonder thuis). Weitere Coverversionen sind:
- Freddy Wilm & Die Monacos, 1957
- Gert Morell und Die Roxy-Sisters, 1957
- Harry Graf, 1957
- Jost Wöhrmann mit den Arizona-Boys, 1957
- Peter Heinz Kersten & Die Moonshines, 1957
- Ronny, 1957
- Tony Osborne Quartett, 1957 (instrumental)
- Birthe Wilke med kor og orkester under ledelse af Ole Høyer, 1957 (Hjemløs, Dänisch)
- Erik Michaelsen, 1958 (Hjemløs, Dänisch)
- Benny Evans, 1958 (Yksin, Finnisch)
- Matti Louhivuori & Metro-Tytöt, 1957 (Yksin, Finnisch)
- Niels Windfeldt, 1959 (Hjemløs, Dänisch)
- Chor und Orchester Hans Last, 1964 (Mister Sandman / Über die Prärie / Heimatlos / Brazil, Instrumental-Medley)
- Vice Vukov, 1966 (Bez drugova, Serbokroatisch (eine plurizentrische Sprache))
- Stephan Remmler und die Schatzsucher, 1991
- Konrad Beikircher, 2013